# Zinberg Glacier
Zinberg Glacier är en glaciär i Antarktis. Den ligger i Västantarktis. Inget land gör anspråk på området. Zinberg Glacier ligger 416 meter över havet.
Terrängen runt Zinberg Glacier är kuperad åt nordost, men åt sydväst är den platt. Zinberg Glacier ligger uppe på en höjd. Trakten är obefolkad. Det finns inga samhällen i närheten.